# Johann Zastrow
Johann „Hans“ Zastrow (* 24. März 1573; † 30. Oktober 1647) war Landrentmeister  und Kammerrat im Herzogtum Pommern. Er war Herr auf Nemmin, Bärwalde und Varselow.

## Leben
Bereits im Alter von 19 Jahren trat 1592 Johann Zastrow in den Dienst des Herzogs Johann Friedrich. 1595 war er auf dem Reichstag in Regensburg und reiste anschließend durch Süddeutschland. Herzog Barnim X. entsandte ihn 1601 und 1602 an den kaiserlichen Hof und übertrug ihm das Amt des Landrentmeisters. Dieses Amt bekleidete er auch unter den Herzögen Bogislaw XIII. und Philipp II. Letzterer ernannte ihn 1609 zum Schlosshauptmann und Kammerrat in Stettin. Auch die nachfolgend regierenden Herzöge Franz und Bogislaw XIV. beließen ihn in diesem wichtigen Amt. Er gehörte nach dem Ende des Greifengeschlechts den „fürstlich pommerischen hinterlassenen Räten“ an, bis diese 1638 zurücktraten.
Ab 1643 gehörte er einem Ausschuss der Landstände von Pommern-Stettin an, der mit dem Ausschuss der Landstände von Pommern-Wolgast und der schwedischen Regierung in Pommern verhandelte sowie mit den Gesandten Pommerns bei den Friedensverhandlungen in Osnabrück korrespondierte.
Johann Zastrow starb Ende Oktober 1647. Erst am 1. Juni 1648 wurde er in Stettin beigesetzt.